# Günther Thüry
Günther Emerich Thüry (* 1950 in Wien) ist ein österreichischer Provinzialrömischer Archäologe.

## Leben
Thüry studierte Ur- und Frühgeschichte, Latein und Altgriechisch an der Universität Tübingen und der Universität Basel. 1977 erwarb er an der Universität Basel das Lizenziat. Schon während des Studiums arbeitete er als Grabungsnumismatiker beim Amt für Museen und Ausgrabungen des Kantons Basel-Landschaft. Er lehrt seit 1980 als Universitäts-Lektor an der Abteilung Alte Geschichte am Fachbereich Altertumswissenschaften der Universität Salzburg. Daneben gab er schon Lehrveranstaltungen an der Universität Basel, der Universität Wien und der Universität Leipzig. Außerdem lehrt er als Gymnasiallehrer am Max-Planck-Gymnasium Böblingen.
Zudem engagiert Thüry sich in der Erwachsenenbildung und der Lehrerfortbildung. Seit 2000 hat er in Österreich, Deutschland und Ungarn eine zweistellige Anzahl von Ausstellungen konzipiert und organisiert. Seine Publikationen reichen vom Schulbuch über populärwissenschaftliche Schriften bis hin zu fachwissenschaftlichen Beiträgen. Im Archäologiepark Carnuntum hat er zwei Gärten rekonstruiert.
2007 wurde ihm die Ehrendoktorwürde der Universität Basel verliehen. 2009 wurde Thüry mit der Dissertation Zur Stadtgeschichte des römischen Salzburg an der Universität Basel zum Dr. phil. promoviert.

## Schriften
- Vom Leben und vom Staat der Römer. Eine Sachkunde für den Lateinunterricht. Schöningh, Paderborn 1988, ISBN 3-506-10600-7.
- Die Wurzeln unserer Umweltkrise und die griechisch-römische Antike. Müller, Salzburg 1995, ISBN 3-7013-0910-8.
- mit Johannes Walter: Condimenta. Gewürzpflanzen in Koch- und Backrezepten aus der römischen Antike (= Römische Küchenpflanzen. Band 1). Spann, Herrsching 1999, ISBN 3-929280-15-9.
  - Neubearbeitung: Gewürze aus dem alten Rom. Das Geheimnis der römischen Küche. Nünnerich-Asmus, Mainz 2017, ISBN 978-3-96176-004-6.
- Müll und Marmorsäulen. Siedlungshygiene in der römischen Antike (Zaberns Bildbände zur Archäologie/Sonderheft der Antiken Welt). Philipp von Zabern, Mainz 2001, ISBN 3-8053-2675-0.
- Vita Carnuntina. Von der Wiege bis zur Bahre: Stationen eines Römerlebens. Begleitbuch und Katalog der gleichnamigen Ausstellung des Archäologischen Parks Carnuntum (= Carnuntiner Parkhefte. Band 1). Spann, Herrsching 2003, ISBN 3-929280-22-1.
- Kulinarisches aus dem römischen Alpenvorland (= Linzer archäologische Forschungen. Sonderhefte. Band 39). Magistrat der Landeshauptstadt und Nordico – Museum der Stadt Linz, Linz 2007, ISBN 978-3-85484-587-4.
- Das römische Salzburg. Die antike Stadt und ihre Geschichte. Verein „Freunde der Salzburger Geschichte“, Salzburg 2013, ISBN 978-3-902582-08-9.
- Die Stadtgeschichte des römischen Salzburg. Befunde und Funde bis 1987 (= BAR International Series. Band 2600). Archaeopress, Oxford 2014, ISBN 978-1-4073-1232-3 (überarbeitete Fassung der Dissertation, Universität Basel 2009).
- Liebe in den Zeiten der Römer. Archäologie der Liebe in der römischen Provinz. Nünnerich-Asmus, Mainz 2015, ISBN 978-3-945751-13-8.
- Die antike Münze als Fundgegenstand. Kategorien numismatischer Funde und ihre Interpretation. Archaeopress Archaeology, Oxford 2016, ISBN 978-1-78491-415-8.
- Der metallene Spiegel. Die Forschungsgeschichte der antiken Numismatik. money trend Verlag, Wien 2017, ISBN 978-3-9504195-5-9.
- Römer, Mythen, Vorurteile. Das alte Rom und die Macht. wbg Philipp von Zabern, Darmstadt 2022, ISBN 978-3-8053-5339-7.
- Ausgewählte kleine Schriften zur römischen Antike (1974–2024) (= Archaeopress Roman Archaeology. Band 118). Archaeopress, Oxford 2024, ISBN 978-1-80327-793-6.